# Sædeben
Sædebenet er en parret knogle som deltager i det større hofteben. Ud af dens tre naboknogler er det den stærkeste, hvilket er nødvendigt da den skal bære størstedelen af legemsvægten ved siddende stilling. Knoglen er den nederste af knoglerne i bækkenbenet.

## Struktur
Sædebenet består af en corpus ossis ischii og en ramus ossis ischii. Corpus er den lodrette, rektangulære del af knoglen der forløber inferiort fra acetabulum. Knoglen kroger rundt ved et hjørne benævnt tuber ischiadicum og får nu et antero-medialt forløb henad mod ramus inferior ossis pubis på undersiden af skambenet.
Indersiden af den krogede struktur dannet af de to knogledele udgør den ene halvdel af foramen obturatum, et stort rundt hul i bunden af hoftebenet.

### Corpus ossis ischii
Corpus af sædebenet starter sit forløb ved acetabulum, hvor den i voksne er fuldstændigt vokset sammen med corpus af både skamben og tarmben. I gennemsnit er corpus af sædebenet med til at danne omkring 2/5 af acetabulum.
På den øvre medialside af corpus er et medialt-orienteret spidst knogleudspring benævnt spina ischiadica. Over spina ischiadica findes incisura ischiadica major, som er en struktur befindende hovedsageligt på tarmbenet. Under spina ischiadica findes således også incisura ischiadica minor. Begge er konvekse indhug på knoglens sagittalprofil, dog er major betydeligt dybere end minor.
For enden af corpus, og for enden af incisura ischiadica minor er et rugt hjørneområde benævnt tuber ischiadicum. Begyndelsen af dette hjørne er enden af corpus ossis ischii's brug som betegnelse på sædebenet.

### Ramus ossis ischii
Efter tuber ischiadicum får sædebenet et vandret forløb, pegende skråt antero-medialt. Denne knogledel skyder frem for at forene sig med den tilsvarende ramus inferior ossis pubis på skambenet. Tilsammen betegnes de to rami: De forenede rami. De to rami's samlede underside betegnes arcus pubicus.
| Knoglepunkt               | Muskler |
| ------------------------- | --- |
| Spina ischiadica          | Musculus gemellus superior Musculus coccygeus Musculus iliococcygeus (i mindre grad)                                                                        |
| Foramen obturatum         | Musculus obturatorius internus |
| Incisura ischiadica major | Musculus gemellus inferior |
| Tuber ischiadicum         | Musculus biceps femoris caput longum Musculus semitendinosus Musculus quadratus femoris Musculus semimembranosus Musculus transversus perinei superficialis |
| Arcus pubicus             | Musculus adductor magnus Musculus ischiocavernosus Musculus transversus perinei profundus                                                                   |

| Knoglepunkt         | Ligamenter                         |
| ------------------- | ---------------------------------- |
| Spina ischiadica    | Ligamentum sacrospinale            |
| Tuber ischiadica    | Ligamentum sacrotuberale           |
| Foramen obturatum   | Membrana obturatoria               |
| Arcus pubicus       | Membrana perinei (kun hos kvinder) |
| Corpus ossis ischii | Ligamentum ischiofemorale          |

## Referrencer
1. 1 2 3  Bojsen-Møller, Finn (2014). Bevægeapparatets Anatomi (13 udgave). Munksgaard. ISBN 978-87-628-0900-0.